# Barthel Beham

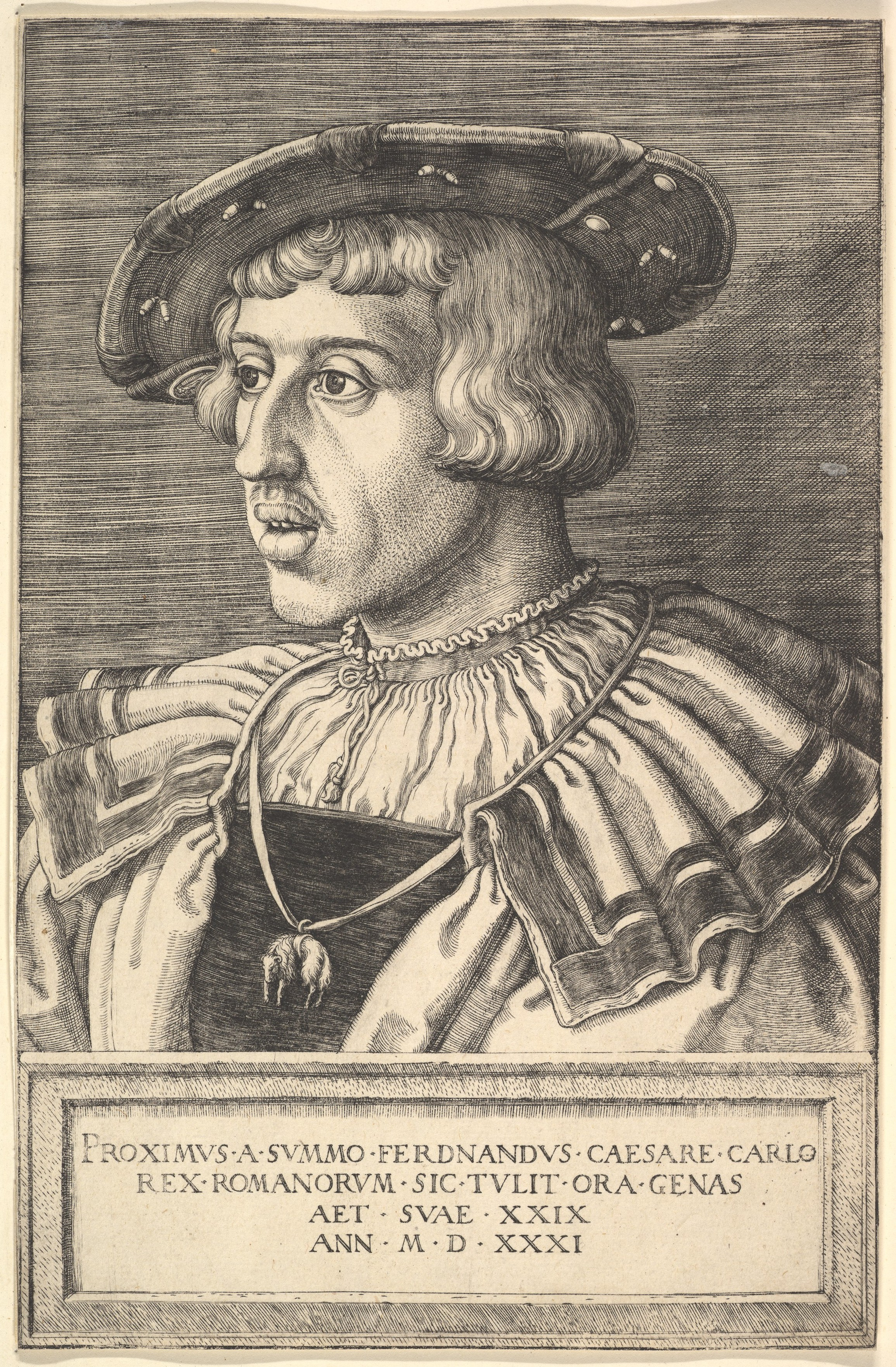
Gravat: L'emperador Ferran, 1531

Barthel Beham o Bartel (Nuremberg, 1502 - Bolonya, 1540) fou un gravador alemany, miniaturista i pintor.
Era el germà petit de Hans Sebald Beham, i va néixer en una família d'artistes a Nuremberg. Va aprendre el seu art del seu germà gran, i d'Albrecht Dürer, i va ser especialment actiu com a gravador durant la dècada de 1520, creant petites obres de detalls magnífics, formant part de l'escola alemanya de gravat coneguda com a Kleinmeister ('petits mestres'). Estava fascinat amb l'antiguitat, i devia haver treballat amb Marcantonio Raimondi a Bolonya i Roma en algun moment de la seva carrera.
El 1525, juntament amb el seu germà i amb Georg Pencz (els anomenats "pintors sense Déu"), va ser expulsat de la luterana Nuremberg pel fet d'haver manifestat la seva falta de fe en el baptisme, Crist, o la transsubstanciació. Tot i que després fou indultat, es va traslladar a la catòlica Múnic a treballar pels ducs de Baviera Guillem IV i Ludwig X. Mentre hi era, el seu excepcional talent el va dur a ser considerat com un dels principals pintors de retrats d'Alemanya, i a tenir clients il·lustres, com l'emperador Carles V.
Segons Joachim von Sandrart, va morir a Itàlia, durant un viatge sota el patrocini del duc Guillem.